# Antropologia religijna

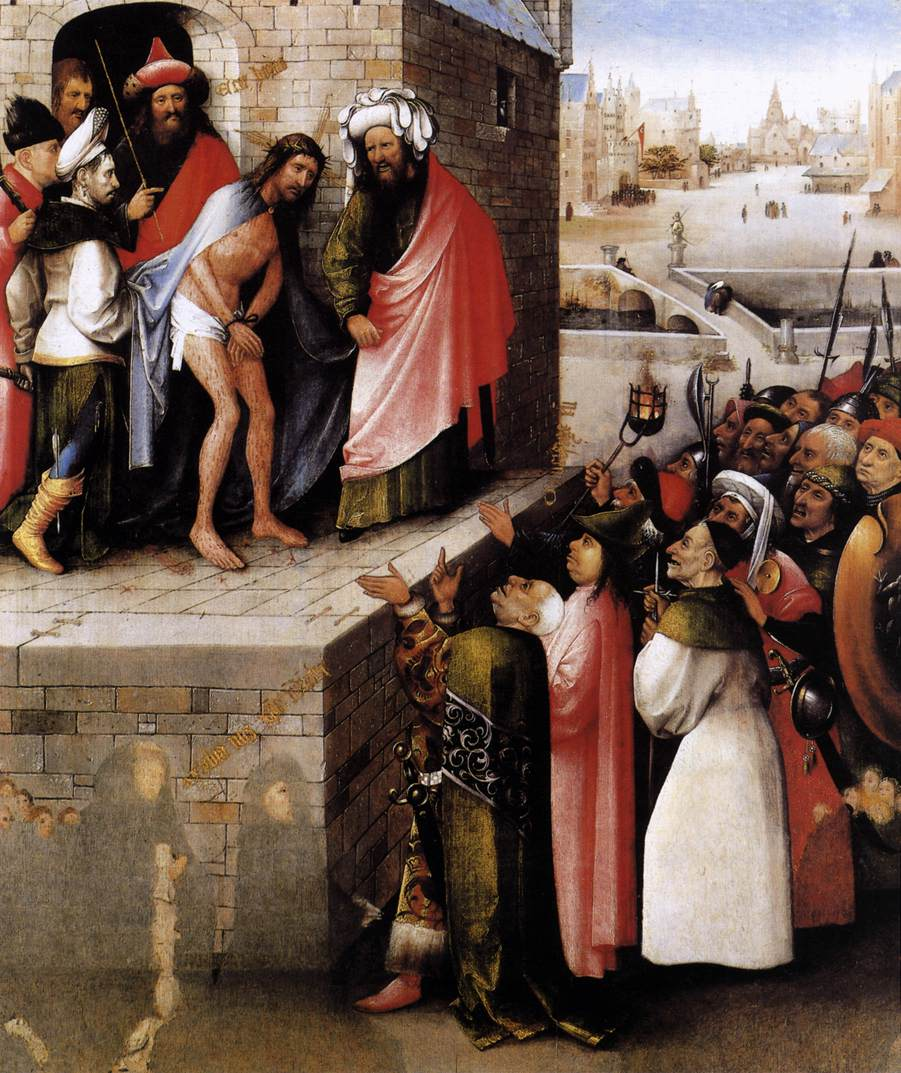
„Oto człowiek!” – to zawołanie namiestnika rzymskiego Poncjusza Piłata o Jezusie z Nazaretu nabrało w religijnej kulturze europejskiej symbolicznego antropologicznego znaczenia. Ecce homo, Hieronim Bosch (1450-1516), olej na płótnie.

Antropologia religijna lub teologiczna – część doktryny religijnej, teologii, której przedmiotem jest natura człowieka, pochodzenie, sens jego istnienia, ukazane w relacji do Stwórcy, Boga, Absolutu. Z kwestiami antropologicznymi ściśle związana jest doktryna zbawcza danej religii i zagadnienia eschatologiczne.

## Zagadnienia
Wśród podstawowych zagadnień antropologii religijnej znajduje się struktura metafizyczna ludzkiej osoby, m.in. kwestia natury i pochodzenia duszy i jej związku z ciałem. 
Przykładowo doktryna buddyjska, nauczająca o wędrówce dusz zakłada  zupełnie odmienną koncepcję antropologiczną niż np. chrześcijaństwo, które uznaje eschatologiczne zmartwychwstanie ciał i jedność duchowo-cielesną osoby.

## Antropologia chrześcijańska
Wyłonienie antropologii teologicznej jako osobnej dziedziny teologii chrześcijańskiej spowodowane było, według Battisty Mondin, zwrotem ku człowiekowi w refleksji chrześcijańskiej w wyniku tendencji sekularyzacyjnych w kulturze europejskiej, które pojawiły się wraz z Renesansem. Ten zwrot antropocentryczny miał swe początki w XV w., jednak jego pełna realizacja dokonała się dopiero w XX w.

### Biblia
Antropologia biblijna postrzega człowieka jako dynamiczną jedność w relacji z innymi, ze światem – zawsze w obecności Boga. Triada, użyta przez św. Pawła, „duch, dusza i ciało” (1 Tes 5,23) wyraża różne aspekty tej samej osoby. Ciało ukazuje relację z innymi ludźmi, dusza siłę życiową, duch zaś relację z Bogiem, jako byt wolny i odpowiedzialny.

### Katolicyzm
Podstawową cechą antropologii chrześcijańskiej jest jej chrystologiczny charakter. Według wiary chrześcijańskiej powołanie człowieka najlepiej ukazane jest w osobie Jezusa Chrystusa. Wyraził to m.in. Sobór watykański II odnosząc tajemnicę osoby ludzkiej do tajemnicy Słowa, które stało się człowiekiem (por. J 1,14):

Tajemnica człowieka wyjaśnia się naprawdę dopiero w tajemnicy Słowa Wcielonego. Albowiem Adam, pierwszy człowiek, był figurą przyszłego, mianowicie Chrystusa Pana. Chrystus, nowy Adam, już w samym objawieniu tajemnicy Ojca i Jego miłości objawia w pełni człowieka samemu człowiekowi i okazuje mu najwyższe jego powołanie. (Gaudium et spes 22)

Najwyższym powołaniem człowieka, które ukazuje Chrystus jest zdolność do więzi z Bogiem. Zdolność tę osoba ludzka ma dzięki temu, że została stworzona na obraz Boga (por.Rdz 1,26-27), jest istotą rozumną, wolną i zdolną do miłości.
Ta istotna prawda o antropologii chrześcijańskiej była w centrum nauczania Jana Pawła II w czasie jego pierwszej pielgrzymki do Polski w czerwcu 1979. Na pl. Zwycięstwa (dziś Piłsudskiego) w Warszawie mówił: 

Kościół przyniósł Polsce Chrystusa – to znaczy klucz do rozumienia tej wielkiej i podstawowej rzeczywistości, jaką jest człowiek. Człowieka bowiem nie można do końca zrozumieć bez Chrystusa. A raczej: człowiek nie może siebie sam do końca zrozumieć bez Chrystusa. Nie może zrozumieć ani kim jest, ani jaka jest jego właściwa godność, ani jakie jest jego powołanie i ostateczne przeznaczenie. Nie może tego wszystkiego zrozumieć bez Chrystusa.

W przemówieniu do młodzieży akademickiej przed kościołem św. Anny w Dniu Zesłania Ducha Świętego papież mówił o godności człowieka, o tym jaka jest miara jego wielkości. Stwierdził, że są różne miary człowieka, różne kryteria, np. miara sił fizycznych, którymi dysponuje, miara zmysłów, które umożliwiają mu kontakt z zewnętrznym światem, a także miara inteligencji, która sprawdza się poprzez wielorakie testy czy egzaminy. Jednak według papieża najbardziej o wielkości człowieka decyduje to, że ma on serce, które napełnić może tylko Duch Święty:

Pomyślcie, młodzi przyjaciele, jaka jest miara serca ludzkiego, skoro napełnić je może tylko Bóg. Duch Święty.

Papież wskazywał również, że dostrzeżenie tej godności i wielkości człowieka może się dokonać jedynie dzięki wrażliwości, którą nazwał teologiczną, mając na myśli cnoty teologalne.